# Джеспер (округ, Південна Кароліна)
Шаблон:StateAbbr_ 32°26′ пн. ш. 81°01′ зх. д. / 32.44° пн. ш. 81.02° зх. д.
Округ Джеспер (англ. Jasper County) — округ (графство) у штаті Південна Кароліна, США. Ідентифікатор округу 45053.

## Історія
Округ утворений 1912 року.

## Демографія
За даними перепису 
2000 року 
загальне населення округу становило 20678 осіб, зокрема міського населення було 3585, а сільського — 17093.
Серед мешканців округу чоловіків було 10878, а жінок — 9800. В окрузі було 7042 домогосподарства, 5092 родин, які мешкали в 7928 будинках.
Середній розмір родини становив 3,22.
Віковий розподіл населення поданий у таблиці:
| Стать    | До 15 років | 15-21 | 22-29 | 30-39 | 40-49 | 50-65 | 65-85 | Понад 85 |
| -------- | ----------- | ----- | ----- | ----- | ----- | ----- | ----- | -------- |
| Чоловіки | 2445        | 1192  | 1390  | 1800  | 1561  | 1487  | 914   | 89       |
| Жінки    | 2215        | 958   | 975   | 1424  | 1364  | 1598  | 1097  | 169      |

## Суміжні округи
- Гемптон — північ
- Бофорт — схід
- Четем, Джорджія — південь
- Еффінгем, Джорджія — захід

## Виноски
1. ↑  U.S. Decennial Census. United States Census Bureau. Архів оригіналу за 26 квітня 2015. Процитовано 18 березня 2015.
2. ↑  Historical Census Browser. University of Virginia Library. Архів оригіналу за 11 серпня 2012. Процитовано 18 березня 2015.
3. ↑  Forstall, Richard L., ред. (27 березня 1995). Population of Counties by Decennial Census: 1900 to 1990. United States Census Bureau. Архів оригіналу за 2 лютого 2015. Процитовано 18 березня 2015.
4. ↑  Census 2000 PHC-T-4. Ranking Tables for Counties: 1990 and 2000 (PDF). United States Census Bureau. 2 квітня 2001. Архів оригіналу (PDF) за 18 грудня 2014. Процитовано 18 березня 2015.
5. ↑  State & County QuickFacts. United States Census Bureau. Архів оригіналу за 6 червня 2011. Процитовано 1 жовтня 2014.(англ.) Наведено за англійською вікіпедією.
6. ↑  American FactFinder. Бюро перепису населення США. Архів оригіналу за 21 травня 2008. Процитовано 31 січня 2008.

| США | Це незавершена стаття з географії США. Ви можете допомогти проєкту, виправивши або дописавши її. |